# Missionare vom Hl. Johannes dem Täufer

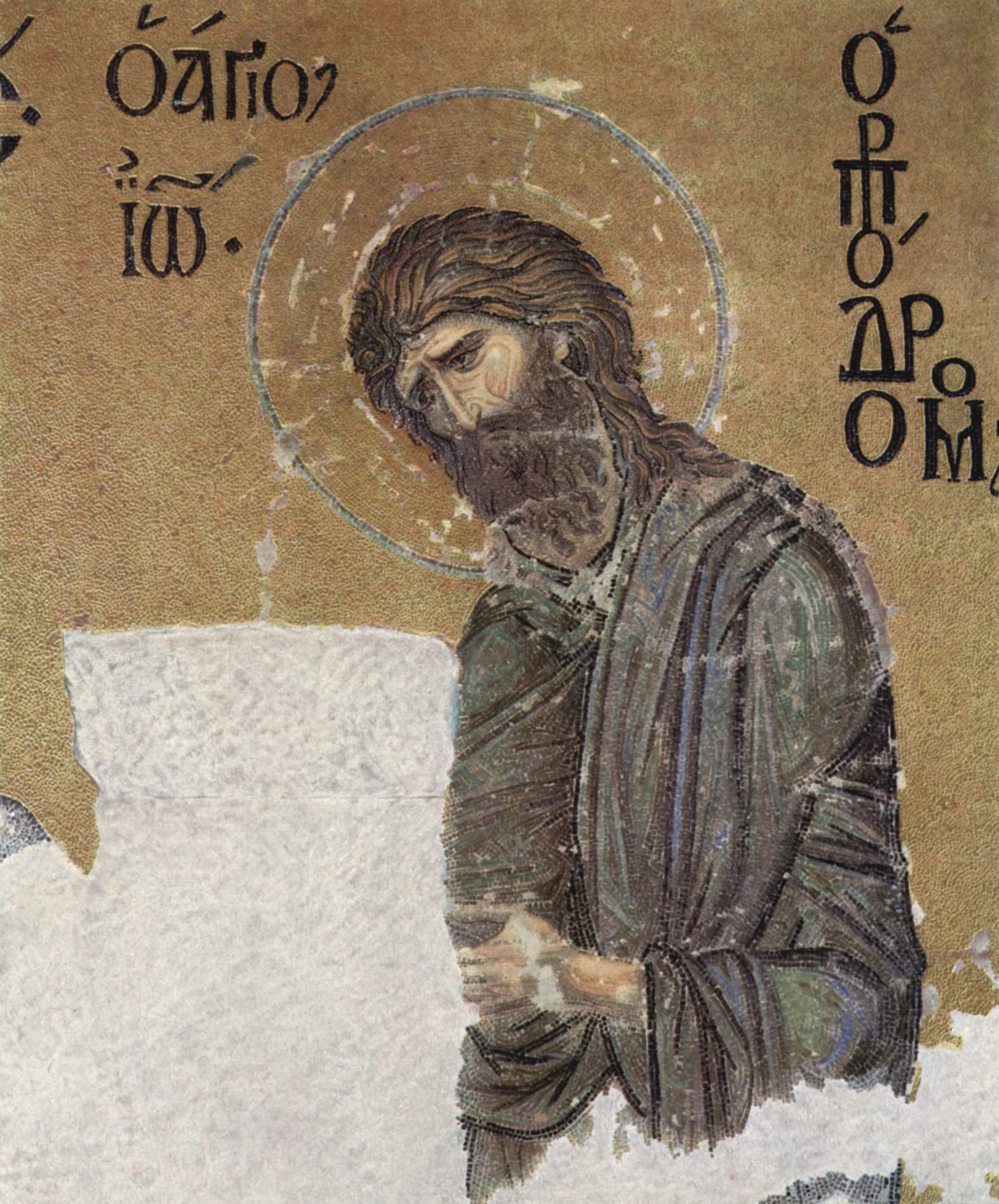
Johannes der Täufer (Mosaik in der Hagia Sophia in Istanbul (12. Jh.))

Die Missionare vom Hl. Johannes dem Täufer (lat.: Missionarii Sancti Ioannis,  Ordenskürzel: MSJ) sind auch als Leutesdorfer Missionare oder Johannes-Missionare bekannt. Die klerikale Kongregation bischöflichen Rechts wurde von Pfarrer  Johannes Maria Haw (1871–1949) gegründet. Zum Schutzheiligen wurde  Johannes der Täufer erwählt.

## Geschichte
1912 hatte sich Johannes Haw in Leutesdorf niedergelassen und dort ein Haus erworben, in dem er Alkoholabhängige betreute. Gleichzeitig hatte er den „Johannesbund“ ins Leben gerufen. Am 15. Oktober 1919 schlossen sich die ersten Mitglieder zum „Kreuzbündnis“ zusammen. Aus diesem Bündnis erwuchsen die Ordensgemeinschaft der „Johannes-Missionare“ und der weibliche Zweig der „Johannesschwestern von Maria Königin“. Die Kongregation  Johannes-Missionare, zu der  Priester und  Ordensbrüder gehören, erhielt 1948 die  kanonische Approbation des  Trierer Diözesanbischofs Franz Rudolf Bornewasser. Am 16. Juli 1956 wurde die Kongregation organisatorisch dem Orden der  Unbeschuhten Karmeliten angegliedert.

## Aufgabenbereiche
Die Gründe zur Errichtung dieser Kongregation waren, Nichtsesshaften und entlassenen Strafgefangenen bei der Resozialisierung zu helfen, Exerzitien zur Glaubensvertiefung anzubieten und eine Öffentlichkeitsarbeit mit eigener Druckerei und Zeitschriften voranzutreiben. Später entstand die Zentrale der Katholischen Kleinschriftenmission. 
 In Mainz gründete und betrieb der Johannesbund im Jahr 1927 das Gymnasium „Theresianum“ einschließlich eines Internates. Mit Beginn des Schuljahrs 2013/2014 wurde das Theresianum in die Trägerschaft des Bistums Mainz übergeben.

## Organisation
Die Kongregation ist in zwei Ordensprovinzen aufgeteilt, sie verfügt über insgesamt neun Häuser in Deutschland, Portugal und Mosambik. Zur Gemeinschaft zählen 38 Mitglieder, das  Generalat ist in Leutesdorf beheimatet. Die Ordensmitglieder führen in kleinen Hausgemeinschaften ein gemeinsames Leben oder sie wohnen in Zuordnung zu einer Hausgemeinschaft einzeln am jeweiligen Arbeitsort.